# Дуби (Рівненський район)
Дуби́ — село в Україні, у Рівненському районі Рівненської області. Населення становить 114 осіб.

## Історія
В 1921 році на місці старого царського військового полігону виникло поселення польських осадників Hallerowo, одночасно з сусідніми осадами — Krechowiecką, Jazłowiecką, Bajonówkę. Тут оселились сім'ї 46 «вояків» 13 піхотної дивізії армії генерала Галлера. В урочищі Karłowszczyzna, біля дороги Рівне — Тучин був побудований костел, який пізніше знищений під час Другої світової війни.
Населений пункт Дуби з'явився на місці сьогоднішньої дислокації біля 1950 року (спочатку без назви, як хутір села Шубків) в результаті примусового переселення людей з земель, що відводилися під військовий полігон 13 ЗА та військ ППО СРСР. Хати розбиралися на правому березі Горині в хуторах навколо Річиці і збиралися вже на лівому березі. Напис маленькими буквами Шубків зберігся на топографічних картах зйомки 1970-х років. Чи не ця причина стала основною, що в селі і донині нема жодних пам'яток історії, культури.

## Сьогодення
Адміністративно село віднесене до Білокриницької територіальної громади. Діти навчаються переважно в школі с. Шубків, селяни відвідують всі культмасові заходи в с. Шубків (в Шубкові є клуб, працює музична школа по класам фортепіано, баян, духові інструменти), ходять до Шубківської церкви.
В самих Дубах є лише невеликий магазин, за СРСР була ферма, що зараз прийшла в повний занепад.
Власну продукцію з присадибних ділянок та господарства селяни Дубів реалізують мешканцям військового містечка № 45.
2 км північніше Дуби — військове містечко № 45, в/ч А2798.

## Населення
2001 року в селі був — 591 житель, а в 2024 році — 114 осіб та 59 будинків.

### Мова
Розподіл населення за рідною мовою за даними перепису 2001 року:
| Мова       | Кількість | Відсоток |
| ---------- | --------- | -------- |
| українська | 545       | 92.22 %  |
| російська  | 45        | 7.61 %   |
| польська   | 1         | 0.17 %   |
| Усього     | 225       | 100 %    |

## Галерея
- штаб артилерії 11-го арм. корусу, 1916 рік
- осада Hallerowo на карті 1924 року

Фрагмент топокарти Генштабу ЗС СРСР, де населений пункт Дуби підписано як Шубків малим шрифтом, себто, хутір села Шубків. Первинна зйомка 1951 рік. Оновлення 1988 рік

## Виноски
1. ↑  тепер село Нова Українка